# 保罗拉莫斯
保罗拉莫斯是巴西马拉尼昂州的一个市镇。总面积927.317平方公里，总人口14893人，人口密度16.1人/平方公里。